# Yann-Fañch Kemener

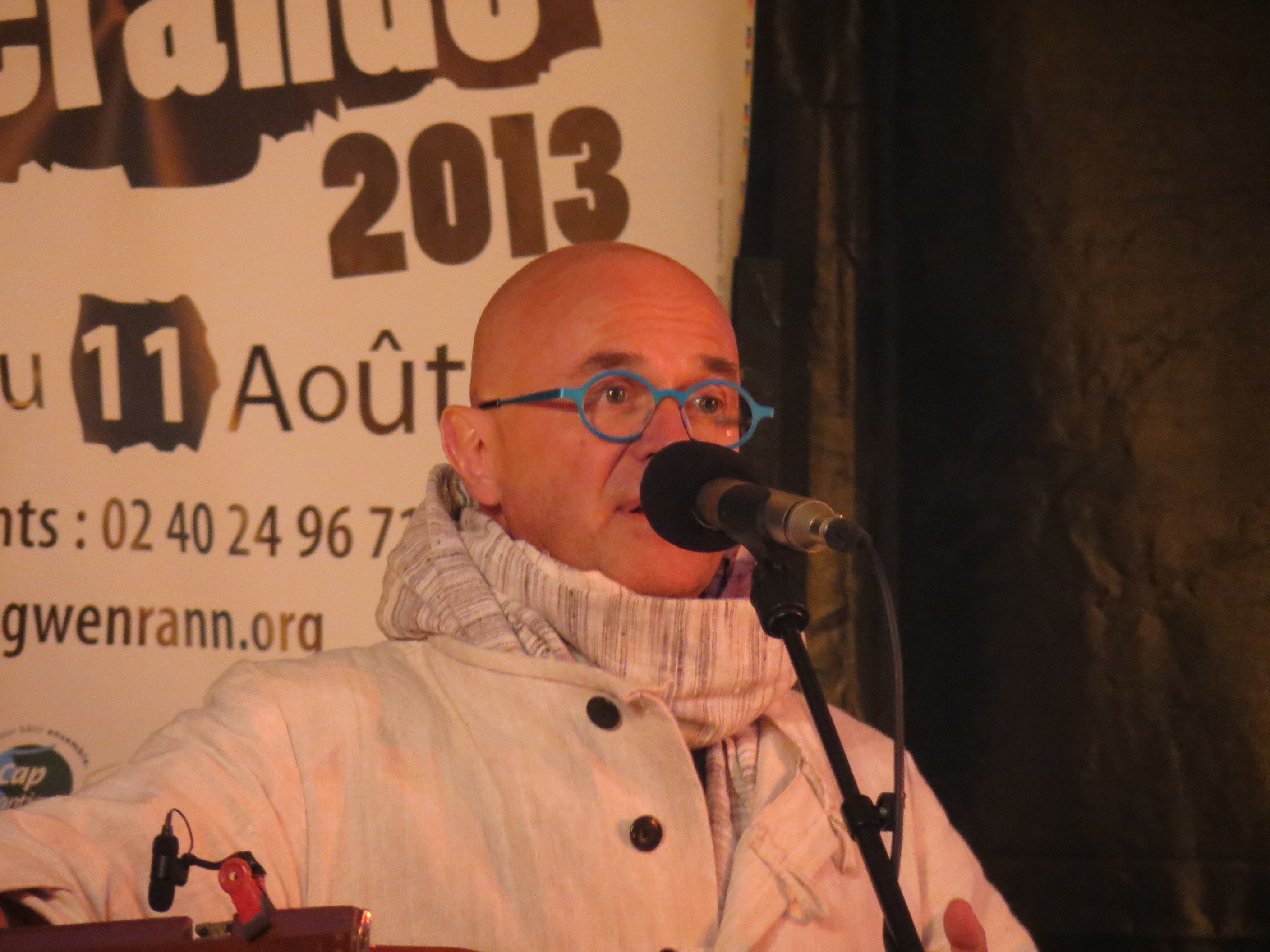
Yann-Fañch Kemener im Konzert in Guérande, 2013.

Yann-Fañch Kemener ([jãn fãʃ keˈmẽnɛr]; * 7. April 1957 in Sainte-Tréphine (Côtes-d’Armor) als Jean-François Quémener; † 16. März 2019 in Trémeven (Département Finistère)) war ein französischer Sänger traditioneller bretonischer Musik und ein Musikethnologe. Yann-Fañch ist die bretonische Form des Vornamens Jean-François und Kemener bedeutet Schneider.

## Leben und Karriere
In den Jahren 1970 bis 1980 beteiligte er sich aktiv am Wiederaufleben des Kan ha Diskan in der Bretagne, insbesondere zusammen mit seinem Partner Erik Marchand. Als Sänger wirkte er mit am Fortbestand des traditionellen Gesangs.
Mit knapp dreißig begann er Lieder zu sammeln und trug in eineinhalb Jahrzehnten einen beachtlichen Schatz an Tanzliedern, Trauerliedern und Gedichten zusammen, mündliche Überlieferungen aus dem Herzen der Bretagne (Kreiz Breizh).
Er lehrte die bretonische Sprache. Andere Künstler, wie Luise Ebrel, frischten bei ihm ihre Kenntnisse auf.
1977 gewann er den ersten Preis des Wettbewerbs Kan ar Bobl (Bretonisch: Gesang der Leute).
Seine Veröffentlichungen und Auftritte (zusammen mit der Gruppe Barzaz aber auch mit Dan Ar Braz, Didier Squiban, Alain Genty, Aldo Ripoche, Anne Auffret, …) und der einzigartige Klang seiner Stimme machen ihn zu einer markanten Person des bretonischen Gesangs.
Er veröffentlichte zahlreiche CDs und sang auf vielen festoù-noz.
Am 26. September 2009 wurde ihm der französische Hermelinorden verliehen. Nach langer Krankheit starb Yann-Fañch Kemener am 16. März 2019 in der Nähe von Quimperlé (Finistère).

## Diskographie
- Chants profonds et sacrés de Bretagne, 1977
- Chants profonds et sacrés de Bretagne 2, 1978
- Chants profonds et sacrés de Bretagne 3, 1982
- Kan ha diskan, 1982, mit Marcel Guilloux
- Chants profonds et sacrés de Bretagne 4, 1983
- Chants profonds de Bretagne, 1983
- Dibedibedañchaou, 1987, neu aufgenommen 1999 (Abzählreime für Kinder in Bretonisch)
- Gwerziou et soniou, 1988
- Ec'honder, 1989, zusammen mit der Gruppe Barzaz[5]
- Chants profonds de Bretagne, 1991
- An den kozh dall, 1992, zusammen mit der Gruppe Barzaz[6]
- Roue Gralon Ni Ho Salud, 1993, mit Anne Auffret
- Chants profanes et sacrés de Bretagne - Roue Gralon ni ho salud, 1993
- Enez eusa, 1995, mit Didier Squiban
- Île-Exil, 1996, mit Didier Squiban
- Karnag / Pierre Lumière, 1996
- Carnet de route, 1996 (collectages auprès d'anciens)
- Kan ha diskan, 1997, mit Valentine Collecter, Erik Marchand, Marcel Guilloux, Annie Ebrel, Claudine Floc'hig, Patrick Marie, Ifig Troadeg
- Kimiad, 1998, mit Didier Squiban[7]
- Barzaz Breiz, 1999, mit La Maîtrise de Bretagne
- An Eur Glaz, 2000, mit Aldo Ripoche
- An dorn, 2004, mit Aldo Ripoche
- Dialogues, 2006, mit Aldo Ripoche und Florence Pavie
- Noël en Bretagne, 2008, mit Aldo Ripoche
- Tuchant e erruo an hañv - Bientôt l'été, 2008, mit Aldo Ripoche, Florence Rouillard und Ruth Weber
- Requiem d'Anne de Bretagne, 2011, mit dem Ensemble Doulce Mémoire unter Denis Raisin Dadre, Zig-Zag Territoires
- YFK~2016, 2016, mit ba.fnu
- Dañs !, 2017, mit Trio Yann-Fañch Kemener[8]